# Turismo de Bem-Estar

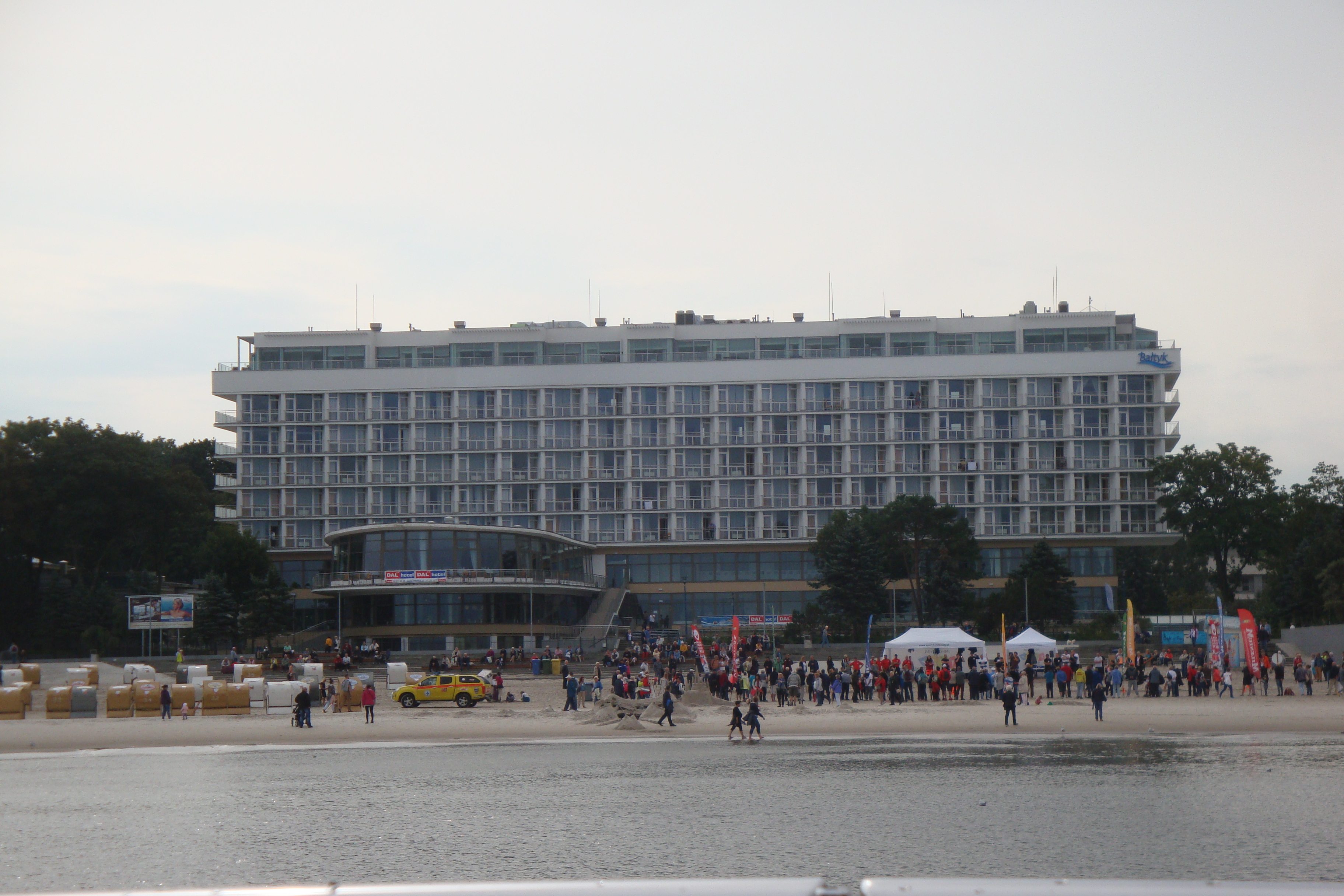
Kołobrzeg, estância polaca na costa do mar Báltico

O Turismo de Bem-Estar consiste nas viagens com o objetivo de promover a saúde e o bem-estar através de atividades físicas, psicológicas ou espirituais.  Apesar de o turismo de bem-estar ser frequentemente correlacionado com o turismo de saúde porque os interesses de saúde motivam o viajante, os turistas de bem-estar são proativos na busca da melhoria ou manutenção da saúde e da qualidade de vida, geralmente focados na prevenção. Por seu lado, os turistas de saúde geralmente viajam de forma reativa para receber tratamento para uma doença ou condição diagnosticada.

## Mercado
Dentro da economia de spa e bem-estar de 3,4 trilhões de dólares americanos, estima-se que o turismo de bem-estar totalize os 494 mil milhões de dólares americanos, ou 14,6% de todos os gastos com turismo doméstico e internacional em 2013.  Impulsionado pelo crescimento na Ásia, Oriente Médio / Norte da África, África Subsaariana e países em desenvolvimento, o turismo de bem-estar deverá crescer 50% mais rápido do que a indústria global de turismo nos próximos cinco anos.  O mercado deve crescer até 2014.
Os turistas de bem-estar são geralmente turistas de alto rendimento, gastando, em média, 130% mais do que o turista médio.  Em 2013, os turistas internacionais de bem-estar gastam aproximadamente 59% mais por viagem do que a média internacional de turistas; turistas de bem-estar doméstico gastam cerca de 159% mais do que o turista doméstico médio.  O turismo de bem-estar doméstico é significativamente maior do que seu equivalente internacional, representando 84% das viagens de bem-estar e 68% das despesas (ou US $ 299 mil milhões).  O turismo internacional de bem-estar representa 16% das viagens de bem-estar e 32% das despesas (US $ 139 mil milhões de mercado).
O mercado do turismo de bem-estar inclui turistas de bem-estar primários e secundários.  Os turistas de bem-estar primários viajam inteiramente para fins de bem-estar, enquanto os turistas de bem-estar secundário envolvem-se em atividades relacionadas ao bem-estar como parte de uma viagem.  Os turistas de bem-estar secundários constituem a maioria significativa (87%) das viagens e gastos totais de turismo de bem-estar (85%).

## Tipos
Os viajantes de bem-estar buscam diversos serviços, incluindo condicionamento físico e desporto; tratamentos de beleza; dieta saudável e controlo de peso; relaxamento e alívio do stress; meditação; ioga; e educação relacionada à saúde. Viajantes de bem-estar podem procurar procedimentos ou tratamentos usando medicina convencional, alternativa, herbal ou homeopática.

### Hotéis e hospitalidade
Quase 17 milhões (40 por cento)  dos hóspedes dos EUA procuram manter um estilo de vida saudável enquanto viajam.  Grupos globais de hotéis, incluindo o Intercontinental Hotels Group  (IHG), o Kimpton Hotels, MGM Grand Hotel, Trump Wellness Hotels, e Westin, desenvolveram e promoveram programas para atrair esses profissionais - Pessoas conscientes   Os programas incluem opções saudáveis de cardápio, programas de relaxamento, serviços de spa e instalações e aulas de ginástica.  Em 2012, mais de 80% dos hotéis nos Estados Unidos e mais de 90% dos hotéis de luxo dos EUA ofereciam instalações de ginástica.  Internacionalmente, 45% dos hóspedes do hotel indicaram que a existência de um spa de hotel era um fator importante na sua decisão de reserva.

### Hospitais e centros médicos
Os hospitais são um fornecedor significativo de programas de bem-estar de destino.  Programas típicos enfatizam a melhoria do estilo de vida, a prevenção ou a avaliação da saúde.  Parcerias em hospitais e hotéis geralmente apoiam esses programas.

### Resorts e retiros
Os resorts e retiros de bem-estar oferecem programas residenciais de curto prazo para tratar de problemas específicos de saúde, reduzir o stress ou apoiar a melhoria do estilo de vida.

### Praticantes Individuais
Fazendo um subconjunto das ofertas de retiros e resorts, professores, treinadores ou profissionais ligados ao bem-estar alugam, em privado, centros de estância, pequenos hotéis ou seções de hotéis maiores.  Estes retiros são temáticos e projetados para os participantes específicos.

### Festivais e Conferências
Fins de semana de alto perfil nos locais de destino que atraem líderes do setor para oferecer fins de semana saudáveis, ecléticos, instrutivos, aventureiros e nutritivos.

### Cruzeiros e spas
Como a saúde e o bem-estar estão se tornando uma razão crescente para as pessoas viajarem pelo mundo, os navios de cruzeiro estão cada vez mais ganhando popularidade. Spas em navios de cruzeiro podem ajudar a tornar a viagem mais relaxante e prazerosa. Inúmeros navios de cruzeiro estão disponíveis atualmente que oferecem tratamentos de spa e bem-estar a bordo. 

## Destinos
O turismo de bem-estar é agora um nicho de mercado identificável em pelo menos 30 países.  Vinte países representaram 85% dos gastos globais em turismo de bem-estar em 2012.  Somente os cinco principais países (Estados Unidos, Alemanha, Japão, França, Áustria) representam mais da metade do mercado (59% das despesas).

### América do Norte
Desde 2014, os EUA são o maior mercado de turismo de bem-estar, com 180,7 mil milhões de dólares americanos anuais, despesas internacionais e domésticas combinadas.  Os EUA são o principal destino do turismo de bem-estar internacional de entrada, com 7,1 milhões de viagens internacionais de entrada.  A Europa e os países asiáticos de altos rendimentos são as principais fontes de turistas de bem-estar que viajam para os EUA.
O turismo doméstico é responsável pela maioria (94%) das viagens de bem-estar na América do Norte.  Americanos e canadenses recebem - e aceitam - poucos dias de férias em comparação com os trabalhadores de outros países, tornando as viagens domésticas de fim de semana a opção de viagem de bem-estar mais popular.

### Europa
A Europa é o segundo maior mercado de turismo de bem-estar, com 158,4mil milhões de dólares americanos anuais, despesas internacionais e domésticas combinadas; a região ocupa o maior número em viagens de bem-estar com 216,2 milhões, em comparação com 171,7 da América do Norte em 2013.  Os europeus há muito acreditam em benefícios para a saúde derivados de banhos minerais, saunas, talassoterapia e outros tratamentos naturais e à base de água.  Estâncias termais e hotéis na Turquia e na Hungria atendem turistas de bem-estar, muitos dos quais são subsidiados por países anfitriões como a Noruega e a Dinamarca, buscando mitigar custos de procedimentos médicos para pacientes com condições crónicas que exigem cirurgias caras.

### Ásia-Pacífico
A região da Ásia-Pacífico é a terceira maior, com 6,4 mil milhões de dólares americanos em despesas anuais e internacionais combinadas.  Tradições de bem-estar datam de milhares de anos na região, e algumas dessas práticas de bem-estar (por exemplo, Ayurveda, a medicina tradicional chinesa (MTC), yoga, hilot , massagem tailandesa) incorporar aspectos preventivos, curativos e terapêuticos que se encontram na transversal sobre a área entre o bem-estar e turismo médico.

### América Latina - Caribe
A América Latina - Caribe é a quarta maior região do turismo de bem-estar em termos de número de viagens e gastos.  O turismo doméstico representa cerca de 71% das viagens de turismo de bem-estar e 54% das despesas com turismo de bem-estar.

### Médio Oriente e África
O Médio Oriente e a África são atualmente as menores regiões para o turismo de bem-estar, onde os turistas internacionais são responsáveis pela maioria das viagens de bem-estar e gastos de bem-estar.  O Médio Oriente tem uma longa tradição de banhos associados aos banhos turcos, e algumas instalações mais antigas estão sendo modernizadas para atender aos turistas que visitam os spas.  O turismo em geral está em ascensão na região, e os governos e promotores privados têm investido pesadamente em instalações e amenidades, especialmente aquelas orientadas para o viajante rico.
Na África, o turismo de bem-estar está concentrado em algumas regiões e é dominado por turistas internacionais.  A África do Sul reporta um significativo turismo doméstico de bem-estar.  A Tunísia e Marrocos têm um setor de resorts de spa bem desenvolvido que serve principalmente turistas de férias da Europa.

## Crítica
Os defensores do turismo de bem-estar sugerem que as férias melhorem o bem-estar físico, a felicidade e a produtividade, citando que as viagens voltadas para a saúde oferecem aos viajantes uma nova perspectiva e afetam positivamente a criatividade, resiliência, resolução de problemas e capacidade de lidar com o estresse.  No entanto, os benefícios de saúde das férias de bem-estar esperados e relatados por turistas têm se mostrado difíceis de quantificar.